# Elizabeta Kotromanić
Elizabeta Kotromanić (Srebrenik, oko 1339. – Novigrad kraj Zadra, siječanj 1387.), hrvatsko-ugarska kraljica, supruga kralja Ludovika I. Anžuvinca. Bila je kći bosanskog bana Stjepana II. iz dinastije Kotromanića i Elizabete Kujavske.
Udala se 20. lipnja 1353. godine udala za hrvatsko-ugarskog kralja Ludovika I. (što je bio njegov drugi brak), čime je postala hrvatsko-ugarskom kraljicom. Budući da je poljski kralj Kazimir Veliki odredio Ludovika za nasljednika poljskog prijestolja, postala je i poljskom kraljicom.
Ludovik I. Anžuvinac i Elizabeta Kotromanić su imali četiri kćeri, od kojih su dvije preživjele. Bile su to Hedviga (Jadviga) i Marija. 
Marija, nasljednica hrvatskog i ugarskog prijestolja, udala se za Žigmunda Luksemburškog, dok je Hedviga kao kraljica vladala Poljskom, udavši se za za litvanskog kneza Jagela koji je poznat i kao poljski kralj Vladislav II. Jagelović (vladao 1386. – 1434.).
Nakon muževe smrti, postala je kraljica udovica i vladala je Hrvatskom, Ugarskom i Poljskom kao regentica od 1382. u ime svojih kćeri, sve do svoje smrti 1387. godine, za bune hrvatskih velikaša protiv nje. 
Godine 1386. u Novigradskoj tvrđavi, u Novigradu zatočena je s kćerkom Marijom. Po legendi je kraljica Elizabeta u zatočeništvu izvezla kraljevski plašt – «Planitu», (koji se čuva u župnoj crkvi Sv. Marije u Novigradu). Godine 1387. kraljica Elizabeta je umorena ili je umrla prirodnom smrću.
Hrvatsko-ugarskim posjedima je de facto upravljala Elizabeta, no u Poljskoj su Poljaci prekinuli njeno regentstvo. U Hrvatskoj, odnosno Ugarskoj ju je pomagao palatin Nikola I. Gorjanski stariji (mađ. Miklós Garai).

## Vanjske poveznice
- Elizabeta Hrvatska enciklopedija